# Боков, Владислав Васильевич
Владислав Васильевич Боков (род. 1 марта 1936 , село Чёрный Яр Сталинградской области РСФСР, теперь Российская Федерация) — украинский советский деятель, бригадир комплексной бригады управления строительства Чернобыльской атомной электростанции треста «Южатомэнергострой» в городе Припяти Киевской области. Депутат Верховного Совета СССР 10-11-го созывов.

## Биография
Родился в семье сельских учителей. Образование среднее.
В 1956—1972 годах — бетонщик, электросварщик, мастер, бригадир электросварщиков на строительстве ряда объектов в Пермской (Пермская ТЭЦ, Воткинская ГЭС), Астраханской (плотина на Бузан-рукаве реки Волги) областях РСФСР, Латвийской ССР (Плявинская ГЭС), Таджикской ССР (Нурекская ГЭС на реке Вахш), Каракалпакской АССР (плотина на реке Амударья).
С 1972 года — электросварщик, с 1974 года — бригадир арматурщиков, бригадир комплексной бригады управления строительства Чернобыльской атомной электростанции треста «Южатомэнергострой» в городе Припяти Киевской области.
Потом — на пенсии в городе Киеве.

## Награды
- орден Трудового Красного Знамени
- орден Трудовой Славы III ст.
- Заслуженный строитель Украинской ССР